# 陳夏雨
陳夏雨（1917年7月8日—2000年1月3日）臺灣近代雕塑家。出生於台中州大甲郡龍井庄（今臺中市龍井區）。師承藤井浩佑學習雕塑，受其鼓勵參加新文展（原帝展），連續三年入選，並獲得「無鑑查」（免審查）資格。曾為臺陽美術協會雕塑部創始會員、全省美展評審委員、臺中師範學校教師，後退出協會、辭去教職及評審委員。創作至80餘歲，2000年因心衰竭病逝，享壽82歲。

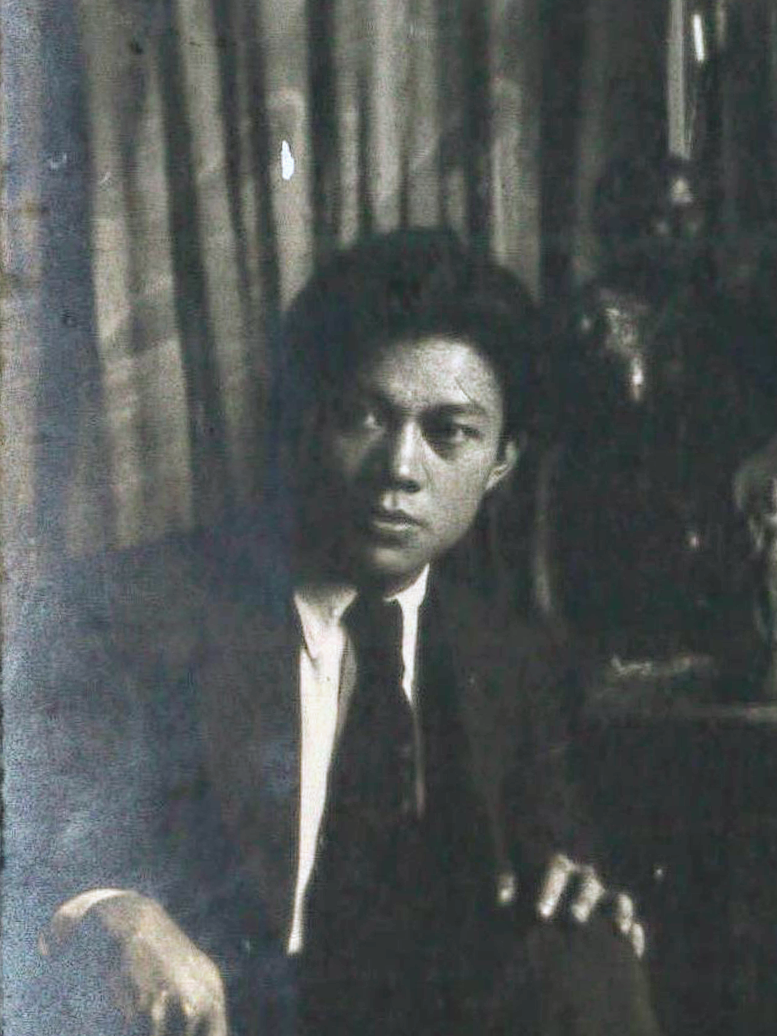
陳夏雨

## 生平
陳夏雨1917年出生於臺中州龍井庄，自幼表現出美術天份。八歲進入大里公學校就讀，在淡江中學就讀時接觸到攝影，因過度練習得病，只得休學回家調養。但他仍請日本內地求學的三舅替他買照相機，17歲時更隨三舅赴日學習攝影，因故卻未能進入寫真學校，而是到照相館當學徒，後因身體不適，返臺休養。此時舅父從日本攜回委託雕塑家堀進二製作的祖父雕像，啟發陳夏雨到日本學習雕塑的決心。
1935年再度赴日，經由陳慧坤的引介，投入東京美術學校雕塑科教授水谷鐵也（1876－1943）門下，因為水谷鐵也專注於雕塑基礎教育，陳夏雨在其門下一年只有接觸到磨雕刻刀或幫老師做肖像的基本功，認為無法自主創作有違來日本的目的，又進入以人體創作為主的帝國藝術院會員藤井浩佑（1882－1958）的工作室學習。
藤井對雕塑的觀念認為最重要的是要不斷地去觀察、體會與探索，影響陳夏雨日後的創作。陳夏雨在藤井工作室時1938年至1940年，先後以〈裸婦〉（1938年）、〈髮〉（1939年）、〈浴後〉（1940年）入選「新文展」 。因而在1941年獲免審查殊榮，為臺灣當時唯一獲得此殊榮的雕塑家；同年〈座像〉入選「雕塑家協會展」，獲得「協會賞」並被推薦成為會員。1941年同時成為臺陽美術協會雕塑部創始會員之一。
1946年由日本返臺後，任教於臺中師範學校，並擔任「臺灣全省美術展覽會」評審委員。二二八事件後，1947至1949年期間，先後退出臺陽美術協會、辭去教職及評審委員職務後專心投入創作。創作題材包含人體雕像、人物肖像、聖佛像等。

## 作品風格
陳夏雨於1936年至1943年，師承藤井浩佑，繼承了藤井浩祐「展院派」所強調以精神為主的造形內涵，將自我思想精神透過作品中所創造的形態加以理想化，其創作著重肌理骨肉平衡勻稱的美感，表現出簡約、單純、唯美的特質，對於面部表情的刻畫，則展現精神內涵的導入。
在創作後期，陳夏雨不再刻意強調肢體的銳化程度，在創作上降低了肢體輪廓線的清晰度，內斂追求生命的靜謐與本質，作品更強調表現對象的動勢與內在的力量。

## 獲獎
1. 1938年 新文展（原帝展）〈裸婦〉入選
2. 1939年 新文展（原帝展）〈髮〉入選
3. 1940年 新文展（原帝展）〈浴後〉入選
4. 1941-1945年 帝展 無鑑查（免審查）資格
5. 1941年作品〈座像〉入選日本雕塑家協會展，獲得協會賞[3]

## 展覽
1. 1945年 〈裸女之一〉，第一屆日展及巴西國際展
2. 1979年  雕塑小品展，臺中
3. 1981年 〈三牛浮雕〉、〈臥女〉、〈坐婦〉，日本太平洋美展
4. 1997年 陳夏雨作品展，臺北誠品畫廊[3]